# Gemmotheres chamae
Gemmotheres chamae is een krabbensoort uit de familie van de Pinnotheridae. De wetenschappelijke naam van de soort is voor het eerst geldig gepubliceerd in 1975 door Roberts.